# Distrikt Santa Cruz (Alto Amazonas)
Der Distrikt Santa Cruz liegt in der Provinz Alto Amazonas in der Region Loreto in Nordost-Peru. Der Distrikt wurde am 7. Februar 1866 gegründet. Er besitzt eine Fläche von 1118 km². Beim Zensus 2017 wurden 4174 Einwohner gezählt. Im Jahr 1993 lag die Einwohnerzahl bei 3604, im Jahr 2007 bei 4094. Verwaltungssitz ist die 149 m hoch gelegene Ortschaft Santa Cruz mit 904 Einwohnern (Stand 2017). Santa Cruz liegt etwa einen Kilometer vom östlichen Flussufer des Río Huallaga entfernt, 50 km nordnordöstlich der Provinzhauptstadt Yurimaguas.

## Geographische Lage
Der Distrikt Santa Cruz liegt im peruanischen Amazonasgebiet im zentralen Osten der Provinz Alto Amazonas. Der Río Huallaga durchquert den Westen des Distrikts. Dessen rechte Nebenflüsse Río Shishinahua und Río Yuracyacu entwässern einen Großteil des östlichen Distriktgebietes.
Der Distrikt Santa Cruz grenzt im Süden an den Distrikt Yurimaguas, im Westen an den Distrikt Jeberos, im Norden an den Distrikt Lagunas, im äußersten Osten an den Distrikt Parinari (Provinz Loreto) sowie im äußersten Südosten an den Distrikt Teniente César López Rojas.